# Conselleria de Defensa del Consell Provincial de València
La Conselleria de Defensa fou un organisme de curta vida creada pel Consell Provincial de València, que durant la Guerra Civil Espanyola va substituir al Comitè Executiu Popular de València. El seu titular va ser Josep Benedito i Lleó, en representació del partit Esquerra Valenciana, qui ja havia dirigit la Delegació de Guerra del Comité Executiu Popular de València. La Conselleria va crear-se juntament amb la Conselleria de Cultura dirigida pel també valencianista Francesc Bosch i Morata.
Comença a funcionar en gener de 1937, amb competències concretes en matèria de política de guerra i indústria bèl·lica. Tanmateix, es considera una Conselleria non nata, ja que el 10 de febrer de 1937, pocs dies després que es constituïra el Consell, el ministre Galarza va ordenar la dissolució de la Conselleria en considerar que les competències corresponien al Ministeri de Guerra.
Durant les setmanes que estigué activa, la conselleria sols va poder prendre dos acords: un pel qual informava al Ministeri de Guerra que s'annexionava la Comandància Regional de Milícies, i un altre pel qual aconseguia intercanviar presoners republicans per unes religioses mitjançant el consolat britànic.